# Parapoynx fluctuosalis
Parapoynx fluctuosalis ist ein Schmetterling aus der Familie der Crambiden (Crambidae).

## Merkmale
Die Falter erreichen eine Flügelspannweite von 14 bis 18 Millimeter bei den Männchen und 18 bis 23 Millimeter bei den Weibchen. Die Vorderflügel sind weiß und haben eine gelbbraune, teilweise aufgelöste Proximallinie. Der Diskozellularfleck ist klein und schwarz. Die Distallinie ist gelbbraun und mehr oder weniger kräftig braun gerandet. Manchmal ist sie auch komplett braun und stark zum Innenrand gekrümmt. Die Submarginallinie ist gelbbraun und braun gerandet. Sie ist teilweise vollständig braun. Der Submarginalbereich ist innen braun eingefasst. Die äußere Hälfte ist gelbbraun, die innere Hälfte ist weiß. Die Hinterflügel sind weiß und haben eine braune Proximallinie, die stark zur Flügelbasis verschoben ist. Die Distallinie ist braun. Die Submarginallinie ist gelbbraun und braun gerandet oder vollständig braun. Der Submarginalbereich ist innen braun gerandet, die innere Hälfte ist weiß und die äußere Hälfte gelbbraun.
Die nominotypischen Exemplare haben im Durchschnitt eine etwas größere Flügelspannweite (Männchen 18 Millimeter; Weibchen 23 Millimeter) als die ssp. linealis und sind meistens kräftiger gezeichnet.
Bei den Männchen sind Uncus und Gnathos kräftig. Der apikale Teil des Gnathos ist nicht gezähnt. Die Valven sind mehr oder weniger oval und am Ventralrand wellig. Die Juxta ist schmal. An der Basis des Phallus mündet der Bulbus ejaculatorious, der distal leicht geweitet ist. Die Gestalt der Valven unterscheidet sich zwischen den beiden Unterarten. Bei P. f. fluctuosalis ist der Ventralrand gewellt, bei P. f. linealis dagegen gerade.
Bei den Weibchen ist der Oviscapter schlank und besitzt basal leicht geweitete Apophysen. Das Colliculum ist kräftig. Der Ductus bursae ist lang und weitet sich kontinuierlich in Richtung des Corpus bursae. Das Signum besteht aus zwei ovalen, stark aufgerauten Bereichen, die in Form von zwei schwachen und schmalen Kämmen in Richtung Ductus bursae reichen.
Die Eier sind oval, flach und gelblich gefärbt.
Bei der Puppe sind die Beine länger als das Abdomen.

## Verbreitung
Parapoynx fluctuosalis hat ein pantropisches Verbreitungsgebiet und kommt in Südeuropa nach Norden bis in den Süden von Portugal und Spanien sowie auf Sardinien vor. Die Art wurde in England eingeschleppt, wo sie in Gewächshäusern für tropische Wasserpflanzen gefunden wurde. Die Art ist weit verbreitet und kommt auch in Afrika, Indien, Sri Lanka, China, Japan, Malaysia, Taiwan, Guam, Hawaii, Australien, Zentral- und Südamerika vor.

## Biologie
In den tropischen Bereichen des Verbreitungsgebietes können Falter während des ganzen Jahres angetroffen werden. In Europa findet man sie hauptsächlich im September. Die jungen Raupen haben keine Tracheenkiemen, auf dem Rücken des letzten Abdominalsegments befindet sich ein Paar langer Borsten. Ältere Raupen haben bündelartig verzweigte Tracheenkiemen. Sie leben in einem Gehäuse aus Pflanzenteilen. Zu den Wirtspflanzen zählen Reis (Oryza sativa) und verschiedene aquatische Süßgräser (Poaceae). Die Raupen verpuppen sich innerhalb des Blattgehäuses in einem Kokon.

## Systematik
Es sind zwei Unterarten bekannt, die sich nicht immer eindeutig unterscheiden lassen. P. f. fluctuosalis besiedelt Afrika und den Süden Europas. Die Unterart P. f. linealis ist in den subtropischen und tropischen Regionen von Asien, in Australien, auf den Pazifischen Inseln und in Zentral- und Südamerika beheimatet.
- Parapoynx fluctuosalis fluctuosalis (Zeller, 1852)
- Parapoynx fluctuosalis linealis (Guenée, 1854)

Aus der Literatur sind folgende Synonyme bekannt:
- Nymphula fluctuosalis (Zeller, 1852)
- Paraponyx [sic] linealis (Guenée, 1854)
- Oligostigma chrysippusalis (Walker, 1859)
- Oligostigma obitalis (Walker, 1859)
- Oligostigma curta (Butler, 1879)
- Nymphula luteiuittalis (Mabille, 1880)
- Paraponyx [sic] oryzalis (Wood-Mason, 1885)
- Paraponyx [sic] rugosalis (Möschler, 1890)

## Belege
1. 1 2  Patrice Leraut: Zygaenids, Pyralids 1. In: Moths of Europe. 1. Auflage. Volume III. NAP Editions, 2012, ISBN 978-2-913688-15-5, S. 130 (englisch).
2. 1 2 3 4 5 6 7 8 9  Barry Goater, Matthias Nuss, Wolfgang Speidel: Pyraloidea I (Crambidae, Acentropinae, Evergestinae, Heliothelinae, Schoenobiinae, Scopariinae). In: P. Huemer, O. Karsholt, L. Lyneborg (Hrsg.): Microlepidoptera of Europe. 1. Auflage. Band 4. Apollo Books, Stenstrup 2005, ISBN 87-88757-33-1, S. 61 (englisch).
3. ↑  Zimmerman, Elwood C. (1958): Insects of Hawaii. Volume 8. Lepidoptera: Pyraloidea. University of Hawaii Press, Honolulu, S. 267
4. ↑  Parapoynx fluctuosalis bei Fauna Europaea. Abgerufen am 3. Januar 2013